# Periferni uređaji
Periferni uređaji su bilo koji pomoćni uređaji koji se povezuju i rade s računalom kako bi mu dostavili informacije ili dobili informacije od njega. Termin periferni uređaj odnosi se na sve hardverske komponente koje su povezane s računalom i koje kontroliraju računalni sustav, ali one nisu osnovne komponente računala, kao što su CPU ili jedinica za napajanje. Periferni uređaji također se mogu definirati kao uređaji koji se lako mogu ukloniti i priključiti na računalni sustav.
Može se identificirati nekoliko kategorija perifernih uređaja, na temelju njihovog odnosa s računalom:
- ulazni uređaji šalju podatke ili upute na računalo, kao što su: računalni miš, tipkovnica, grafički tablet, skener, čitač bar kodova, kontroler za igre, svjetlosno pero, svjetlosni pištolj, mikrofon i web kamera;

- izlazni uređaji pružaju izlazne podatke s računala, kao što su: računalni monitor, projektor, pisač, slušalice i računalni zvučnik;

- ulazno-izlazni uređaji obavljaju ulazne i izlazne funkcije, kao što su: uređaj za skladištenje računalnih podataka (uključujući: disk za pohranu, SSD uređaj, USB stick, memorijsku karticu i kasetofon), modem, mrežna kartica i višenamjenski pisač.

Mnogi suvremeni elektronički uređaji, kao što su: digitalni satovi, tipkovnice i tablet računala s omogućenim internetom, imaju sučelja koja se koriste kao periferni uređaji računala.

## Galerija
- Tipkovnica
- Optički disk uređaj
- Čitač bar kodova
- Računalni miš